# Birrisito
Birrisito es un distrito del cantón de Paraíso, en la provincia de Cartago, de Costa Rica.

## Historia
El distrito fue propuesto el 13 de julio de 2020 por la diputada Paola Valladares (PLN-Cartago) bajo el expediente 22076 de la Asamblea Legislativa, el cual fue aprobado en segundo debate el 12 de julio de 2021 y eventualmente creado bajo la ley N.° 10004, firmada el 28 de julio de 2021 y publicado en La Gaceta N.° 158 del 18 de agosto de 2021.
Debido a las elecciones generales de 2022, el distrito se incorporaría hasta la conclusión de estas. 
Fue segregado de Paraíso distrito primero del cantón.

## Ubicación
Limita al norte con el distrito de Cipreses del cantón de Oreamuno, al este con el distrito de Santiago, al oeste con los distritos de Paraíso y Cot de Oreamuno, y al sur con el distrito de Paraíso.

## Geografía
Birrisito cuenta con un área de 7,5 km² y una altitud media de 1325 m s. n. m.

## Demografía
La población de Birrisito en el momento de su creación en el 2021 correspondía censalmente a los pobladores del distrito de Paraíso, por lo que no se cuenta con datos de su población a esa fecha.
Para el 2019 contaba con 2329 personas inscritas en el padrón electoral.

## Localidades
- Cabecera: Birrisito.
- Caseríos: La Huerta, El Alto Jesús de la Misericordia (Alto Birrisito), barrio El Carmen, el Chiral.

## Economía

### Agricultura
Hay cultivos de tomate, chile dulce, pepino, frijol, maíz, hortalizas, camotes, chayote y también café.

### Turismo
Existe potencial turístico rural.

## Transporte

### Carreteras
Al distrito lo atraviesan las siguientes rutas nacionales de carretera:
- Ruta nacional 10
- Ruta nacional 224